# 丹後大仏

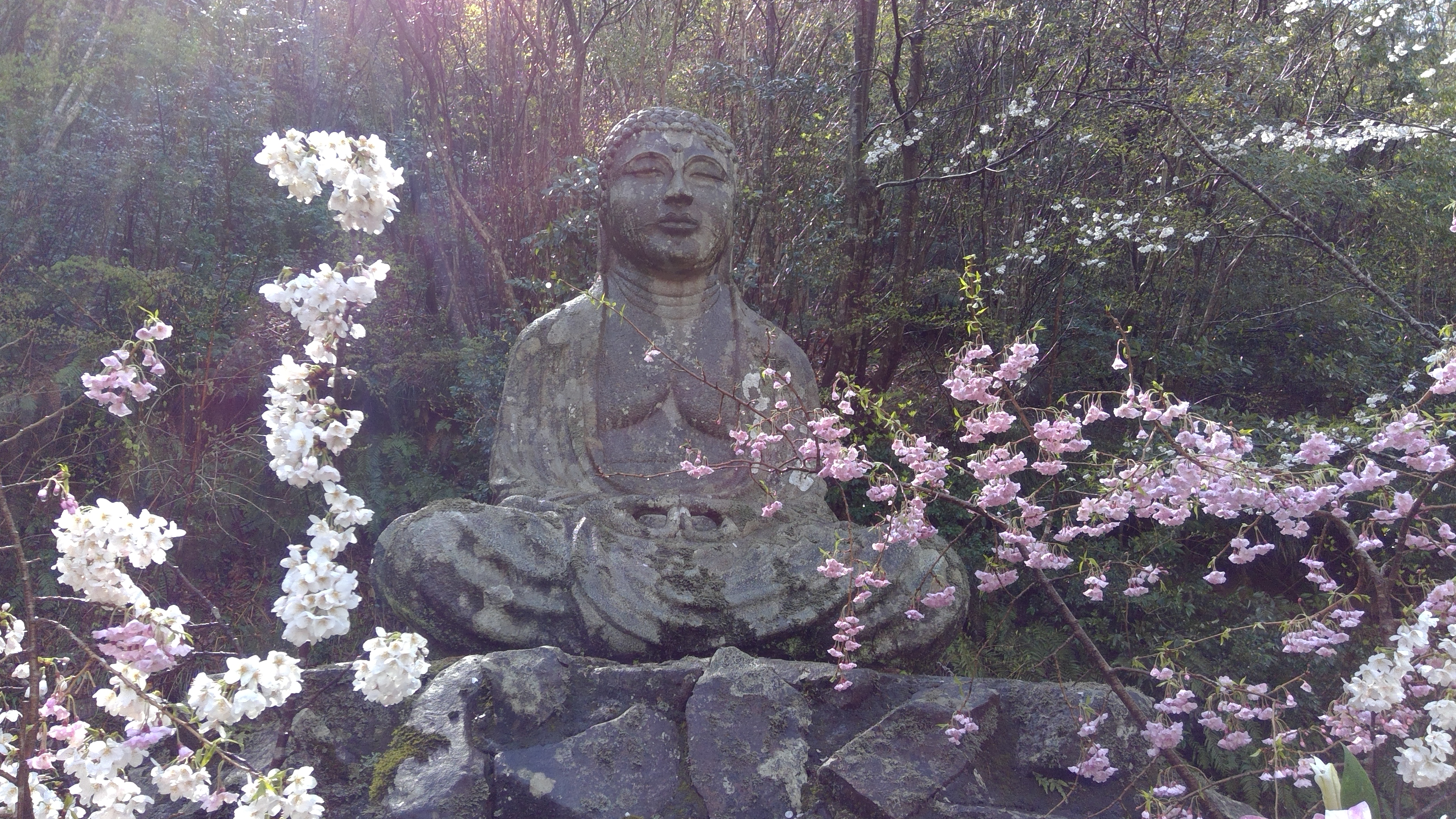
丹後大仏（花祭り当日の様子）

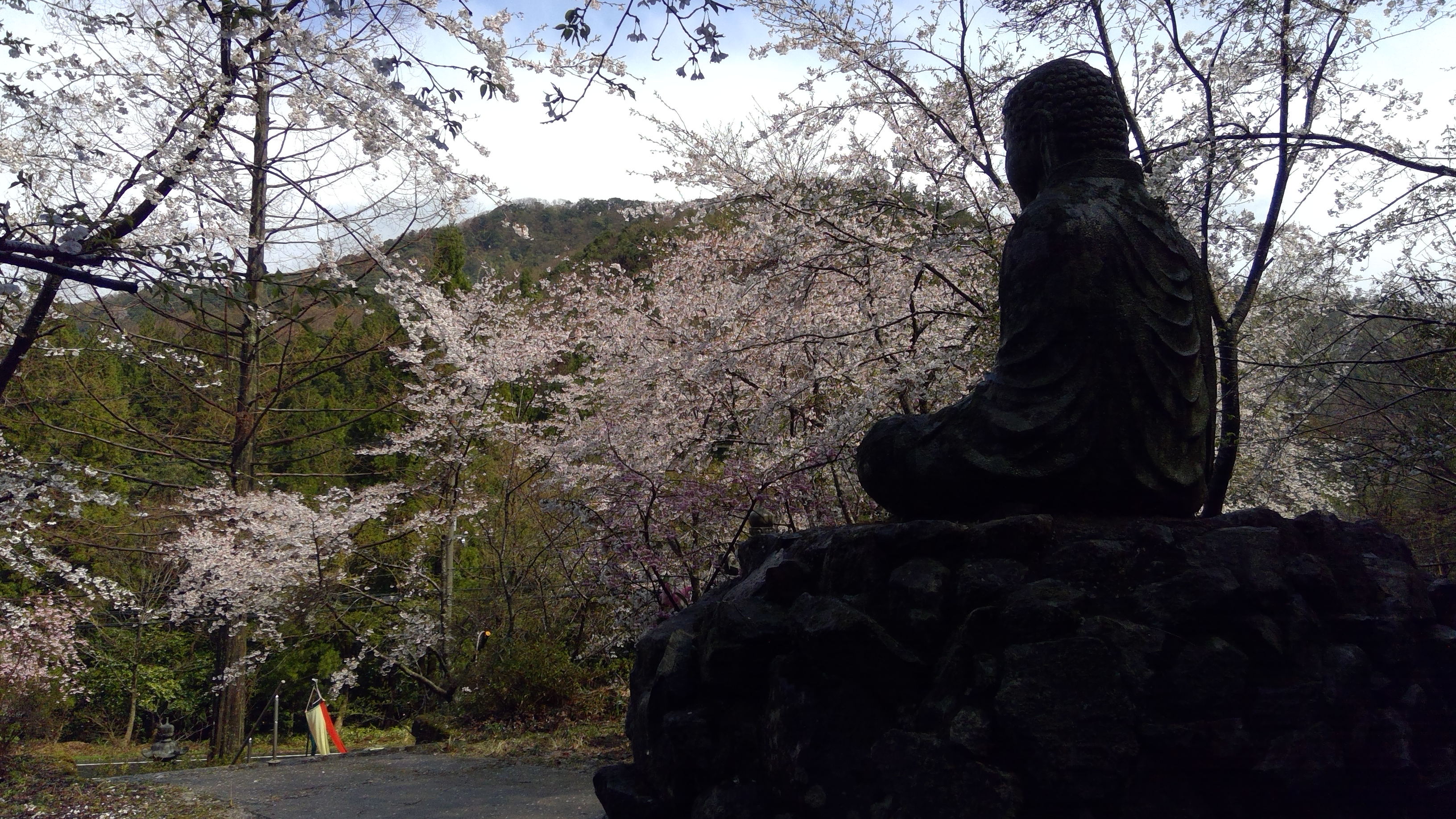
丹後大仏と桜

丹後大仏（たんごだいぶつ）は、京都府与謝郡伊根町本坂にある大仏である。またの名を「筒川大仏」。現在の大仏（石造）は二代目で、初代は青銅製だった。生糸生産を行った筒川製糸工場にまつわる石仏。
2017年（平成29年）4月、文化庁により、地域の歴史的魅力や特色を通じて日本の文化・伝統を語るストーリー「日本遺産」の「丹後ちりめん回廊」を構成する文化財のひとつに認定された。

## 特徴
- 大きさは大仏のみで6尺5寸（約2メートル）、台座を含めると約4メートル。
- 石造の阿弥陀如来坐像である。境内には、ほかに、招魂碑や一対の狛犬、十数基の石灯篭などが現存している。
- 毎年4月8日、慰霊のため花祭りが行われる。2018年（平成30年）までは地域住民の手で営まれていた[4]。

## 開眼の由来

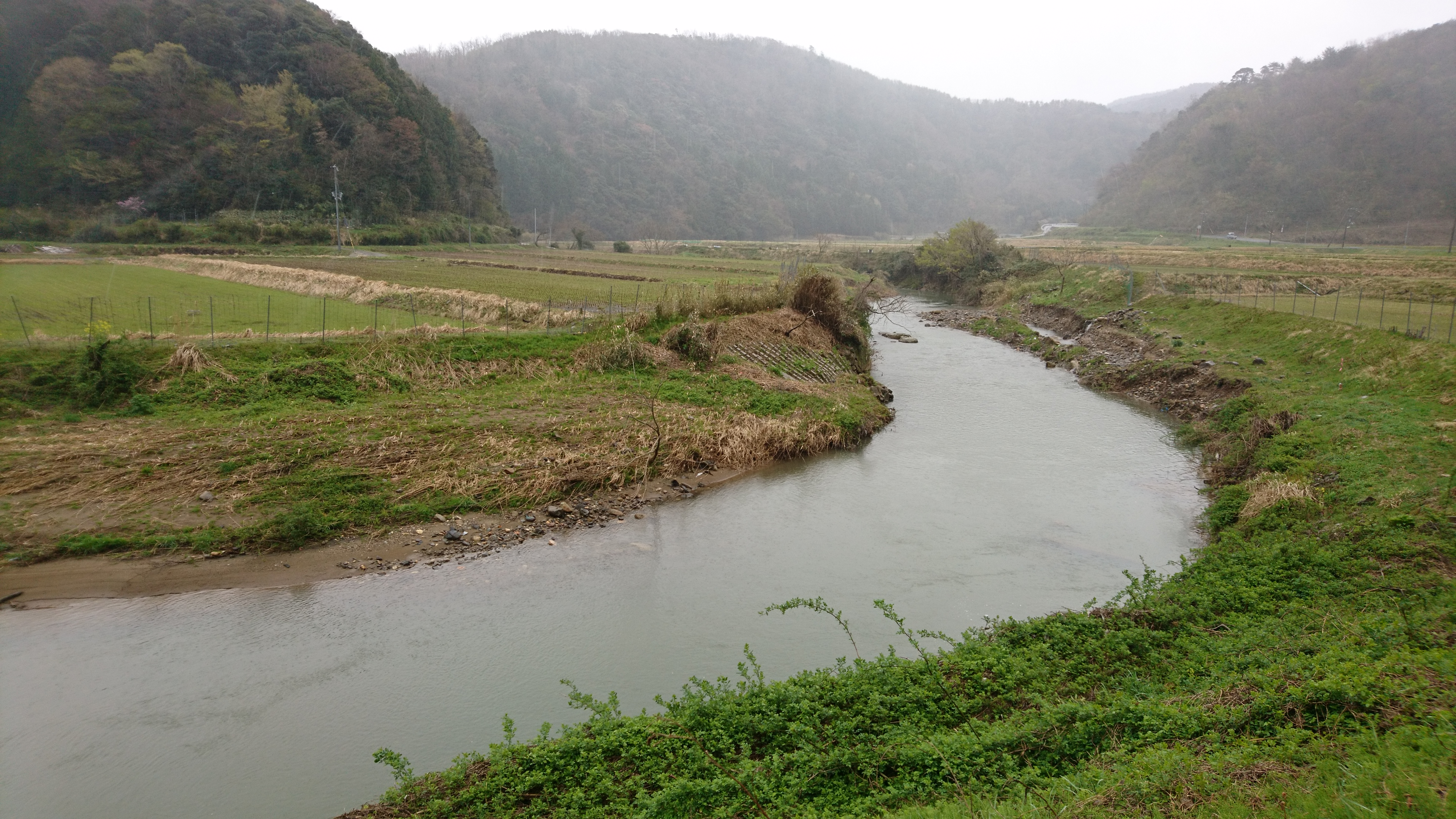
筒川（丹後大仏から約１キロメートル下流にて）

流行性感冒（スペインかぜ）で亡くなった、筒川製糸工場従業員ら42名の慰霊のため祀られた。
筒川製糸工場とは、丹後ちりめんを主要産業とする京都府丹後地方の内陸部、筒川の上流域に位置する農山村地域に1901年（明治34年）に設立された筒川繭糸蚕種生産販売組合を母体とした製糸工場で、山深い農村部の経済的発展に著しく貢献した。

## 筒川製糸工場と丹後大仏
1901年（明治34年）、筒川村の農家など村民が出資し、「筒川繭糸蚕種生産販売組合」が設立、筒川製糸工場が建設される。事業開始当初の組合員は508人、⼥⼯50人であった。組合員の作る繭は全て買い入れ、繭の他、薪、野菜、米を買い入れ、石炭運搬雇等で地域に収入があり、農家の経済は著しく向上した。
1905年（明治38年）、規模拡張し「丹後繭糸蚕種生産販売組合」と改名。
1909年（明治42年）6月14日、春繭の乾燥中に出火、工場が全焼したが、組合員は田畑山林を抵当に借金し再建。緊縮財政を余儀なくされ、役員従業員は給料も圧縮されたが、借金返済の暁には、東京見物に連れて行くことを約し慰撫激励、一致団結し励んだ。※当時はラジオもなく、新聞も一部の者が読む程度で、山間集落の村民にとって東京は遥か遠く、夢物語のような存在だった。なお、当時の鉄道は、神戸～東京間が特急でも約12時間要した。

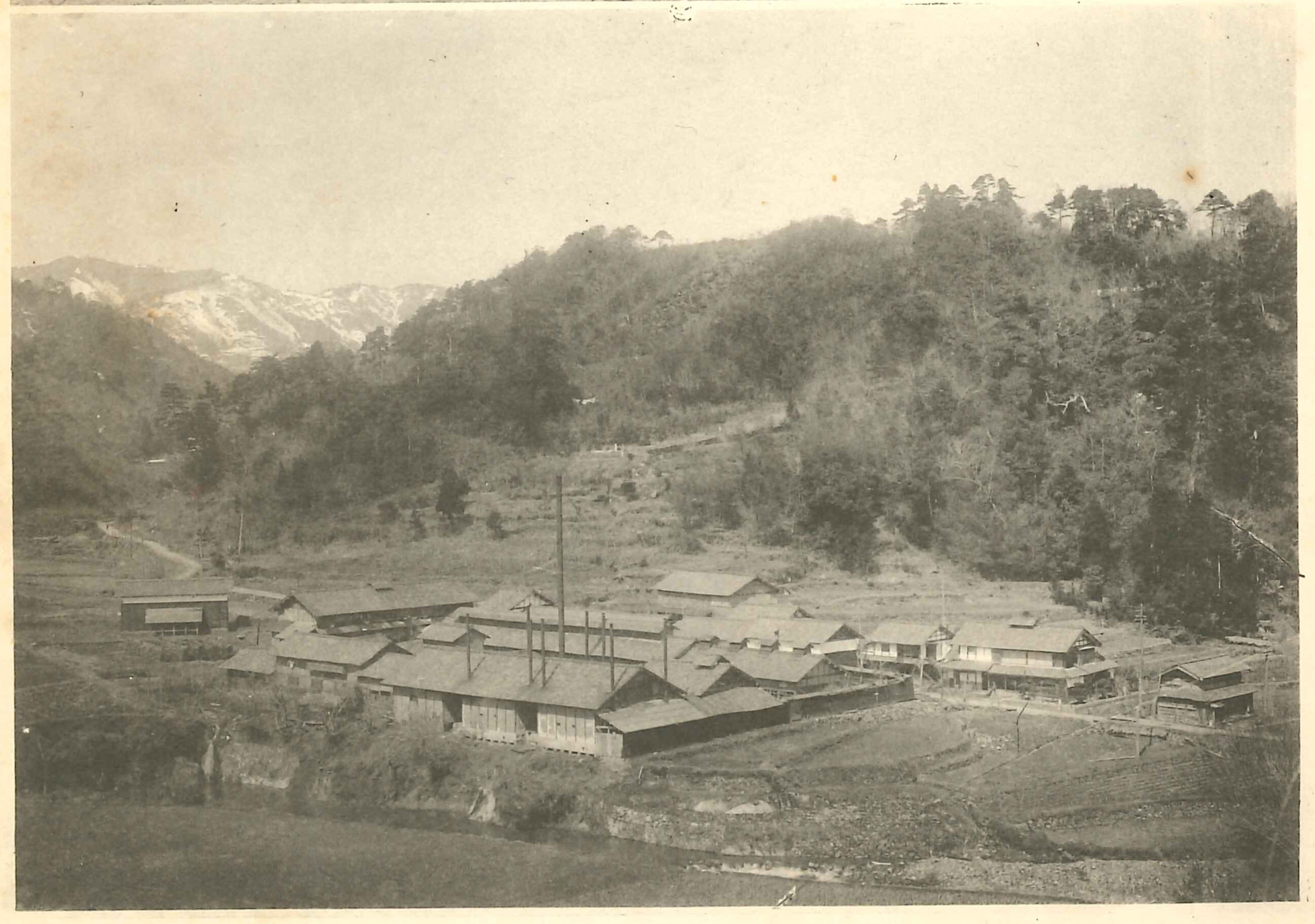
大正後期の筒川製糸工場全景

第一次世界大戦による大戦景気 (日本)も手伝って、1917年（大正6年）に再建の借金完済。当時の職工は168人。
1919年（大正8年）1月14日から10日間の日程で、従業員116人は東京見物に出発。徒歩と海路で舞鶴まで行き、鉄道で神戸まで出て造船所を見学、伊勢神宮を経て東京では泉岳寺、明治神宮、宮城（皇居）などへ行き、さらに芝居を鑑賞、横浜では生糸倉庫を見学した。この時期は折り悪く、国内でスペイン風邪の第一波が猛威を振るっていた。道中、行く先々で「悪いときに来たね。感染するから早く帰ったほうがいい」と言われた。
帰路に体調の悪くなった者が続出し、宮津で泊まった旅館から13人が動けなくなった。1人はそこで亡くなり、他の者も家族が迎えに行って連れて帰ったが、帰った後も次々と亡くなり、また家族にも感染するなど、関係者42人が亡くなった。
凄惨な結果に、酷く心痛憂慮した工場長の品川萬右衛門は、単なる慰霊碑だけではなく、末永く慰霊されるよう仏像を祀ることを発案し、京都の仏師に仏像製作を依頼した。
1919年（大正8年）4月7日、青銅製の大仏が⽇出港に到着、村中こぞって「おしゃかさん引き」に⾏き、修羅 (そり)に乗った大仏を現在地まで運ぶ。翌4月8日、橋北地域の仏教各宗派僧侶出席のもと開眼入魂式。大仏のほか⻘銅製の灯篭⼀対（⾼さ3m）、大火鉢（直径90cm）、台付狛⽝⼀対（⾼さ1.2m）も配置される。d
1920年（大正9年）、第一次世界大戦の終結による戦後恐慌が起こり、生糸の相場も半値以下に暴落、経営が悪化し綾部製糸(株)（のちの新綾部製糸）に買収される。1921年（大正10年）4月に⼯場は⼀時閉鎖されるが、1922年（大正11年）4月から綾部製糸分⼯場として再開する。
1923年（大正12年）2月7⽇、「丹後繭糸蚕種生産販売組合」が解散した。
1936年（昭和11年）6月、合理化のため筒川分⼯場が閉鎖され、筒川製糸工場としての35年間の歴史に幕を下した。

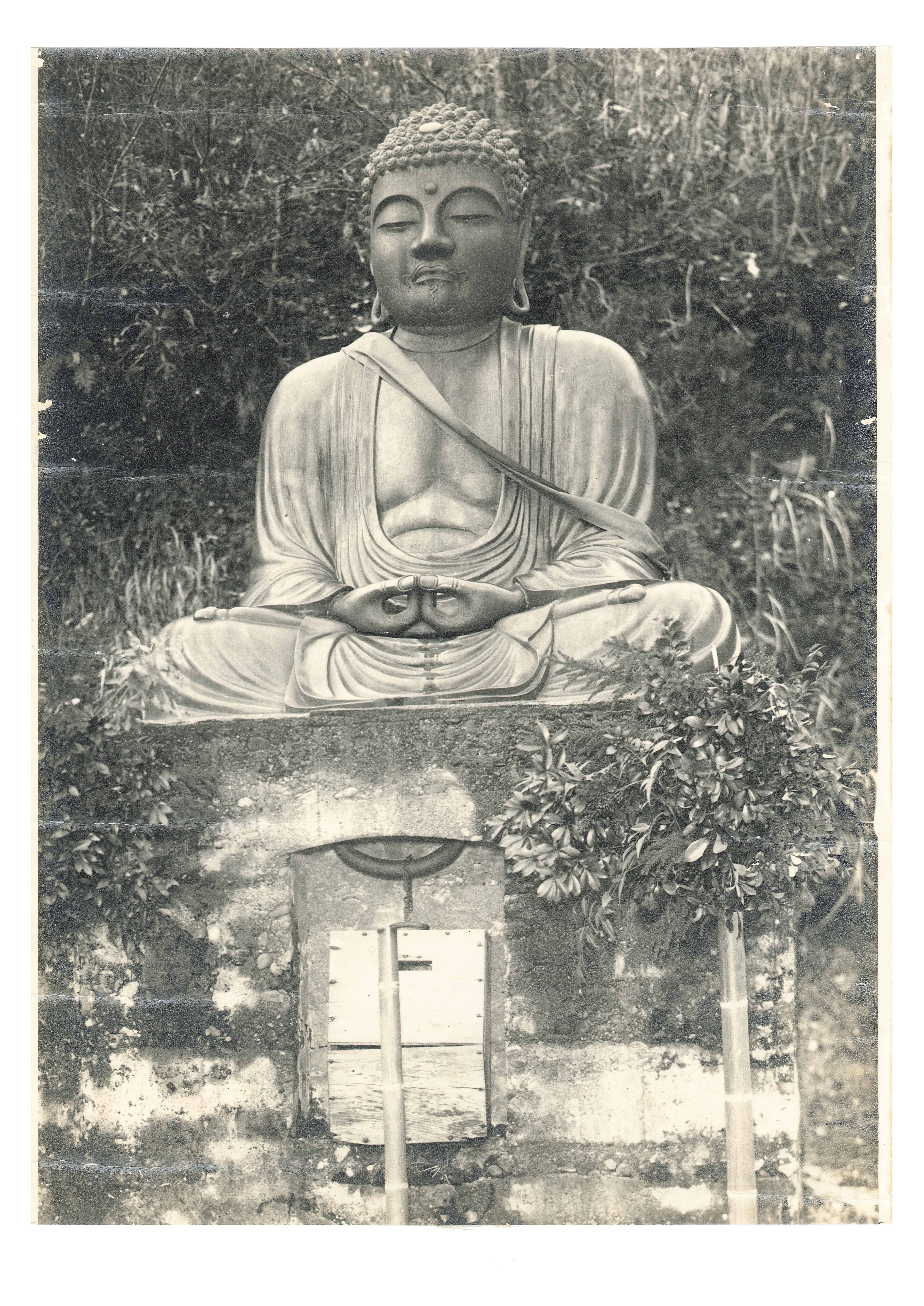
赤たすきを掛けられた青銅製丹後大仏

1943年（昭和18年）、戦局の悪化により物資不⾜が顕著になり、⾦属類の供出令が出され、灯篭、大火鉢、狛⽝を供出し、大仏の供出はしないよう願い出て許される。
1944年（昭和19年）、強制譲渡令が出され、拒むことができず大仏も供出する。大仏応召の際、せめて出征する兵⼠のように、と赤たすきが掛けられた。首や胴体がばらばらにされ、荷車へ積まれた大仏に清酒を注ぎ別れを惜しんだ。
同年、地元に「大仏奉賛会」が結成され、大仏再建を村⺠に呼びかけた。4月には⽯仏建造を仏師に依頼、碇峠の⽯切り場で建造が進められた。12月に軍から「戦時下に⽯仏建造の如き仕事は中⽌すべし」と命令を受けるが、「彫刻が7割⽅進んでおり、竣⼯期限も間近」として許される。
1945年（昭和20年）、⽯仏が完成し、再び村⺠こぞっての「おしゃかさん引き」により現在地に運ばれる。同年4月8⽇、橋北の仏教各宗派僧侶出席のもと開眼入魂式、併せて花祭供養が執⾏された。

## 所在地
- 京都府与謝郡伊根町本坂

- 伊根町 - 地理院地図
- 伊根町 - Google マップ

## 丹後大仏の変遷

### 初代
青銅製の大仏で、鎌倉大仏を模して造られた。高さ8尺5寸（2.5メートル）、座幅6尺5寸（1.96メートル）で、周囲にはいずれも青銅製の、高さ1丈（3メートル）の灯籠が一対、竜口付直径3尺（90センチ）の大火鉢が一つ、高さ4尺（1.2メートル）の台付の狗犬一対が配置され、その他にも多くの石灯籠も並び据えられた。費用は4,950円を要した。
- 1919年（大正8年）：筒川製紙工場の慰安旅行で訪れた東京で感染した流行性感冒のため、帰郷後、従業員、関係者を含む42人が死亡[1]。
- 1919年（大正8年）4月8日：与謝郡伊根町本坂に、工場長品川萬右衛門自ら大仏を建造し、開眼入魂の式を行う。以後、毎年4月には盛大な花祭り供養が行われた。
- 1943年（昭和18年）：金属類の供出令によって、灯籠・大火鉢・狗犬等、大仏以外のすべての青銅製の建立物が供出された。
- 1944年（昭和19年）3月：大仏本体が供出され失われた。慰霊地は急速に荒廃していった。

### 二代目
- 1945年（昭和20年）：4月8日に開眼入魂が行われた。仏像が供出された後に境内が荒廃することを避けるため、同じ場所に建立された。品川偉太郎・品川俊・新田弁蔵・太田藤吉・小西武雄・新田八治郎の6名が主唱者となって大仏奉讃会を結成し、石仏建立を村民に呼びかけ、実現した[1]。
- 2020年（令和2年）：新型コロナウイルス感染症の終息を祈念し、5月29日、清掃活動が行われた。同年は、感染症の終息を祈念し、近隣市町から訪れる人もいるという[4]。

## 交通アクセス
- 国道178号 → 府道57号弥栄本庄線沿線